# Batalion KOP „Worochta”

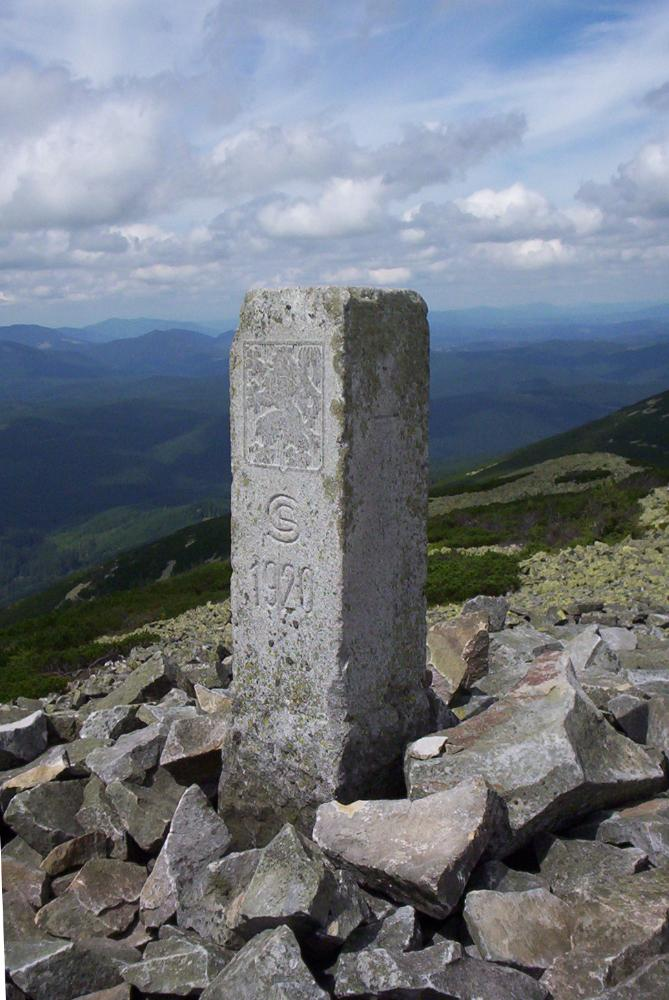
Słupek graniczny z dwudziestolecia międzywojennego na Popadii w paśmie Gorganów

Batalion KOP „Worochta” – pododdział piechoty Korpusu Ochrony Pogranicza.

## Formowanie i zmiany organizacyjne
Batalion został sformowany w grudniu 1938, po przejęciu przez KOP ochrony dawnej granicy z Czechosłowacją od Straży Granicznej. Wchodził pierwotnie w skład 1 pułku KOP „Karpaty” jako jego III batalion.
Nazwa jednostki pochodziła od leżącej w paśmie Gorganów miejscowości Worochta znajdującej się wówczas na obszarze województwa stanisławowskiego i będącej macierzystym garnizonem batalionu.
Batalion uległ rozformowaniu w lipcu 1939. Część żołnierzy utworzyła nową - 4 kompanię w batalionie KOP „Delatyn”, zaś pozostali zostali skierowani do nowo utworzonych batalionów „Dukla” i „Komańcza”.

## Żołnierze batalionu – ofiary zbrodni katyńskiej
Biogramy zamordowanych znajdują się na stronie internetowej Muzeum Katyńskiego
| Nazwisko i imię | stopień  | zawód             | miejsce pracy przed mobilizacją | zamordowany |
| --------------- | -------- | ----------------- | ------------------------------- | ----------- |
| Kocaj Józef     | sierżant | żołnierz zawodowy |                                 | Kalinin     |